# 丸山茂徳
丸山 茂徳（まるやま しげのり、1949年12月24日 - ）は、日本の地質学者。プルームテクトニクスの提唱者。東京工業大学地球生命研究所特命教授、岡山大学地球物質科学研究センター特任教授。東京大学教養学部助教授、東京工業大学大学院理工学研究科教授、スタンフォード大学アラン・コックス基金招待教授等を歴任。アメリカ科学振興協会フェロー。紫綬褒章受章（2006年）。日本人として4人目のアメリカ地質学会名誉フェロー（2014年選出）。
地球の表面に存在するプレート（厚さ約100km）の変動（テクトニクス）を扱うプレートテクトニクスに対し、深さ2,900kmに達するマントル全体の動き（対流運動）を仮説し、これらの運動をプルームテクトニクスと命名し、1994年に発表、当時の地質学界に衝撃を与えた。

## 略歴・人物
徳島県阿南市加茂町の農家に生まれ、大自然の中で幼少期を過ごす。6歳で父が死去したため、農作業に従事しながら学校に通う。徳島県立富岡西高等学校を経て、1972年徳島大学教育学部中学校教員養成課程卒業。母は、教諭になることを希望していたが、高度経済成長期であったことから就職する必要が低くなり、大学院に進学。金沢大学大学院修士課程を経る。
- 1977年 名古屋大学大学院理学研究科地球科学専攻博士課程修了。
- 1980年 名古屋大学より理学博士の学位を取得、論文の題は「四国中央部高知市北方の黒瀬川メランジ帯における蛇紋岩の造構論的意義」。
- 1981年から 文部教官、富山大学助手。1981年から1990年まで米スタンフォード大学客員研究員を兼任し、日本の地質研究のみならず大陸移動などの研究も開始。
- 1989年 東京大学教養学部助教授。
- 1993年より 東京工業大学理学部地球惑星科学科教授、のち大学院理工学研究科地球惑星科学専攻教授。
- 2000年 アリゾナ大学招聘研究員およびミネソタ大学招聘研究員、2000年から2003年までスタンフォード大学アラン・コックス基金招待教授、同客員教授併任。
- 2013年より 東京工業大学地球生命研究所教授/主任研究員。
- 2015年東京工業大学を定年退職、東京工業大学地球生命研究所特命教授および岡山大学地球物質科学研究センター特任教授。放送大学教養学部客員教授も務める[1][2][3]。
- 2016年より 放送大学大学院修士課程 授業科目 「地球史を読み解く」[4]。

2014年、カザフスタン共和国で発見された新鉱物が丸山電気石 (maruyamaite) と命名された。

### プレートテクトニクスに関する業績
学術的業績は地殻に関するものが多く、最も被引用数が多いのは数千万年前の日本やフィリピン海の地殻変動に関する論文である。
プルームテクトニクスの初出は1993年の朝日新聞紙上であるが、論文としては1994年の『Journal of the Geological Society of Japan』誌上。丸山がプルームテクトニクスの直接的な発想を得たのは、知人の地震学者である深尾良夫を名古屋大学に訪ねた時である。深尾は内部マントルの温度分布を p-wave Tomography を使って調べており、その当時の最新データを丸山に見せた。丸山はそれをマントルが熱対流している証拠であると考えたのである。プレートテクトニクスの不完全性は丸山以前から知られていた。
元々は変成岩岩石学を専門に地質学の研究を行っていたが、次第に学際的な研究に興味を移し、近年は惑星の地殻変動と生物進化の歴史を関連付ける試みを行っている。

### 地球温暖化に関する主張
専門分野ではないが、地球温暖化に関する主張（IPCC第4次評価報告書等）に対して否定的な意見を持っており、いくつかの著書を出したり、温暖化を肯定する研究者と討論を行ったり等といった活動をしている。
著書（下記）等において、例えば下記のような考えに基づき、地球温暖化に関し否定的な主張を行っている。
- 太陽の活動度が高まっている
- 産業革命以前と現在では大気組成中の二酸化炭素の割合が1万分の1%しか上がっていない
- 温室効果ガスのほとんどが水蒸気である
- 現在太陽の活動が頭打ちの状態にあり、2050年には地球寒冷化の兆候が見られるはず

ただしこうした主張の根拠として、インパクトファクターが付与されるような丸山自身の論文が示されている訳ではない。また江守正多ら、当該分野の専門家によって反論も行われている。

## 主な受賞歴
- とやま賞[14]
- 日本地質学会論文賞（1995年）
- 日本地質学会論文賞（1998年）
- アメリカ科学振興協会フェロー (Fellow of The American Association for the Advancement of Science)（2000年）
- 地質学会賞（2002年）
- 紫綬褒章（2006年）[15]
- 日本地球惑星科学連合フェロー（2014年）[16][17][18]
- アメリカ地質学会名誉フェロー (GSA Honorary Fellow)[19][20]
- 瑞宝中綬章（2023年）[21][22]

## 主要著書
- 『46億年 地球は何をしてきたか?』 岩波書店〈地球を丸ごと考える〉、1993年。
- 大石容子絵 『ココロにのこる科学のおはなし』 数研出版〈チャートbooks〉、2006年。ISBN 4-410-13830-8。
- 『「地球温暖化」論に騙されるな!』 講談社、2008年。ISBN 978-4-06-214721-7。
- 『科学者の9割は「地球温暖化」CO2犯人説はウソだと知っている』 宝島社新書、2008年。ISBN 978-4-7966-6291-8。
- 『地球温暖化対策が日本を滅ぼす』 PHP研究所、2008年。ISBN 978-4-569-70122-6。
- 『今そこに迫る「地球寒冷化」人類の危機』 ベストセラーズ、2009年。ISBN 978-4-584-13170-1。
- 『21世紀地球寒冷化と国際変動予測』 東信堂、2015年。ISBN 978-4-798-91293-6

### 共編著
- 磯﨑行雄 『生命と地球の歴史』 岩波書店〈岩波新書〉、1998年。ISBN 4-00-430543-8。
- 力武常次・斎藤靖二共監修 『地球 改訂版』 学習研究社〈学研の図鑑〉、1998年。ISBN 4-05-201001-9。
- 熊澤峰夫共編 『プルームテクトニクスと全地球史解読』 岩波書店、2002年。ISBN 4-00-005945-9。
- 花輪公雄・中村尚・江口孝雄共監修・指導 『地球』 小学館〈小学館の図鑑・NEO〉、2007年。ISBN 978-4-09-217210-4。
- David A. Yuen (ed.), Shigenori Maruyama (ed.), Shun-Ichiro Karoto (ed.) and Brian F. Windley (ed.), 2007, Superplumes: Beyond Plate Tectonics, Springer-Verlag, ISBN 978-1402057496.
- 武田邦彦『「地球温暖化」論で日本人が殺される!』 講談社、2008年。ISBN 978-4-06-215036-1。
- ビック・ベーカー、ジェームス・ドーム 『火星の生命と大地46億年』 講談社、2008年。ISBN 978-4-06-154282-2。

## 主要論文
- 地球温暖化問題と21世紀の気候変動予測 『日本放射線安全管理学会誌』 Vol.8 (2009) No.2 P.113-114, doi:10.11269/jjrsm.8.113
- 地球の地質図（表面），日本列島，アジア東部，アフリカ，南米大陸を通る大円断面図で示す第1，第2，第3大陸の分布図（裏面） 『地学雑誌』 Vol.120 (2011) No.1 P.Cover01_1-Cover01_3, doi:10.5026/jgeography.120.Cover01_1

### 共著・分担執筆
- 瀬野徹三、丸山茂徳、フィリピン海のテクトニクス 『地学雑誌』 Vol.94 (1985-1986) No.3 P.141-155, doi:10.5026/jgeography.94.3_141
- 丸山茂徳、寺林優、藤岡換太郎、総説-オフィオライトの起源とエンプレイスメント 地学雑誌 Vol.98 (1989) No.3 P.319-349, doi:10.5026/jgeography.98.3_319
- 磯崎行雄、丸山茂徳、日本におけるプレート造山論の歴史と日本列島の新しい地体構造区分 地学雑誌 Vol.100 (1991) No.5 P.697-761, doi:10.5026/jgeography.100.5_697
- 深尾良夫、丸山茂徳、大林政行、井上公、「全マントルP波トモグラフィーの地質学的解釈」『地質学雑誌』 1994年 100巻 1号 p.4-23, doi:10.5575/geosoc.100.4
- 丸山茂徳、熊澤峰夫、川上紳一、地球のダイナミックスについての新しいパラダイムの確立に向けて 『地質学雑誌』 1994年 100巻 1号 p.1-3, doi:10.5575/geosoc.100.1
- 太田宏, 丸山茂徳,「初期地球のテクトニクスとマントルの進化」『遊・星・人 : 日本惑星科学会誌』 5巻 3号、日本惑星科学会、1996年9月、p.133-143頁, ISSN 0918273X, NAID 110003320495
- 昆慶明、平田岳史、小宮剛、安間了、丸山茂徳、中央海嶺沈み込み起源の花崗岩から得られたジルコンのHf同位体比 『日本地球化学会年会要旨集』 2008年度日本地球化学会第55回年会講演要旨集 セッションID:3A17 09-06, doi:10.14862/geochemproc.55.0.300.0
- 鈴木和恵、丸山茂徳、山本伸次、大森聡一、日本列島の大陸地殻は成長したのか？ ―5つの日本が生まれ，4つの日本が沈み込み消失した― 『地学雑誌』 Vol.119 (2010) No.6 P.1173-1196, doi:10.5026/jgeography.119.1173
- 磯崎行雄、丸山茂徳、中間隆晃ほか、活動的大陸縁の肥大と縮小の歴史 ―日本列島形成史アップデイト― 『地学雑誌』 Vol.120 (2011) No.1 P.65-99, doi:10.5026/jgeography.120.65
- 丸山茂徳、小宮剛、38-37億年前のグリーンランド・イスア表成岩帯にみられる世界最古の枕状溶岩 ―プレートテクトニクスは38億年前にはすでに始まっていた― 『地学雑誌』 Vol.120 (2011) No.5 P.869-876, doi:10.5026/jgeography.120.869
- 藤崎渉、澤木佑介、横山哲也、山本伸次、丸山茂徳、高精度白金族元素濃度分析を利用したトリアス紀―ジュラ紀境界大量絶滅原因の推定 分析化学 Vol.64 (2015) No.5 p.341-348, doi:10.2116/bunsekikagaku.64.341